# Новоандреевское
Новоандре́евское — село в Ипатовском районе (городском округе) Ставропольского края Российской Федерации. 

## Варианты названия
- Ново-Андреевка,
- Ново-Андреевское,
- Ново-Андреевское (Магодын-Сала),
- Новоандреевка[2].

## География
Новоандреевское расположено в пределах северо-западной периферии Ставропольской возвышенности, являющейся частью Восточно-Европейской равнины, у истоков реки Магодынка, на высоте около 100 метров над уровнем моря. Рельеф местности равнинный. На реке Магодынка имеется несколько прудов. 
По автомобильной дороге расстояние до Ставрополя составляет 138 км, до районного центра города Ипатово — 56 км, до села Тахта — 14 км.
Часовой пояс
Новоандреевское, как и весь Ставропольский край, находится в часовой зоне МСК (московское время). Смещение применяемого времени относительно UTC составляет +3:00.

## История
Дата основания не установлена. До состоянию на 1916 год село Новоандреевское относилось к Медвеженскому уезду Ставропольской губернии. Согласно переписи населения 2910 года в село проживал 1621 житель, на которых приходилось 3867,4 десятин земли. Согласно переписи населения 1926 года село Новоандреевское относилось к Новоандреевскому сельсовету Медвеженского района Ставропольского округа Северо-Кавказского края, в селе проживало 809 мужчин и 971 женщина, всего 1780 жителей. Большинство населения составляли украинцы - 1628 человек.
Впоследствии Новоандреевский сельсовет был передан в состав Дмитриевского района Ставропольского края. В 1954 году Ново-Андреевский сельсовет был упразднен, село включено в состав Тахтинского сельсовета. В 1957 году в связи с упразднением Дмитриевского района, село Новоандреевское в составе Тахтинского сельсовета было передано в Красногвардейский район. Впоследствии в Ипатовский район.
До 1 мая 2017 года село входило в упразднённый Тахтинский сельсовет.

## Население
Динамика численности населения
| 1920 | 1926 |
| ---- | ---- |
| 1621 | 1780 |

| 1989 | 2002 | 2010 | 2014 | 2023 |
| ---- | ---- | ---- | ---- | ---- |
| 244  | ↗286 | ↘201 | ↘200 | ↘170 |

По данным переписи 2002 года, 76 % населения — русские.

## Инфраструктура
Медицинскую помощь оказывает фельдшерско-акушерский пункт.
Уличная сеть Новоандреевского насчитывает 3 улицы (Восточная, Западная, Ленина) и 4 переулка (Северный, Степной, Центральный, Южный). В 1,9 км на северо-запад от села расположено общественное открытое кладбище площадью 30 тыс. м².